# North Webster (Indiana)
North Webster es un pueblo ubicado en el condado de Kosciusko en el estado estadounidense de Indiana. En el Censo de 2010 tenía una población de 1146 habitantes y una densidad poblacional de 540,26 personas por km².

## Geografía
North Webster se encuentra ubicado en las coordenadas 41°19′26″N 85°41′50″O / 41.32389, -85.69722. Según la Oficina del Censo de los Estados Unidos, North Webster tiene una superficie total de 2.12 km², de la cual 2.08 km² corresponden a tierra firme y (1.95%) 0.04 km² es agua.

## Demografía
Según el censo de 2010, había 1146 personas residiendo en North Webster. La densidad de población era de 540,26 hab./km². De los 1146 habitantes, North Webster estaba compuesto por el 96.34% blancos, el 0.61% eran afroamericanos, el 0.09% eran amerindios, el 0.26% eran asiáticos, el 0% eran isleños del Pacífico, el 1.05% eran de otras razas y el 1.66% pertenecían a dos o más razas. Del total de la población el 2.53% eran hispanos o latinos de cualquier raza.